# Acera

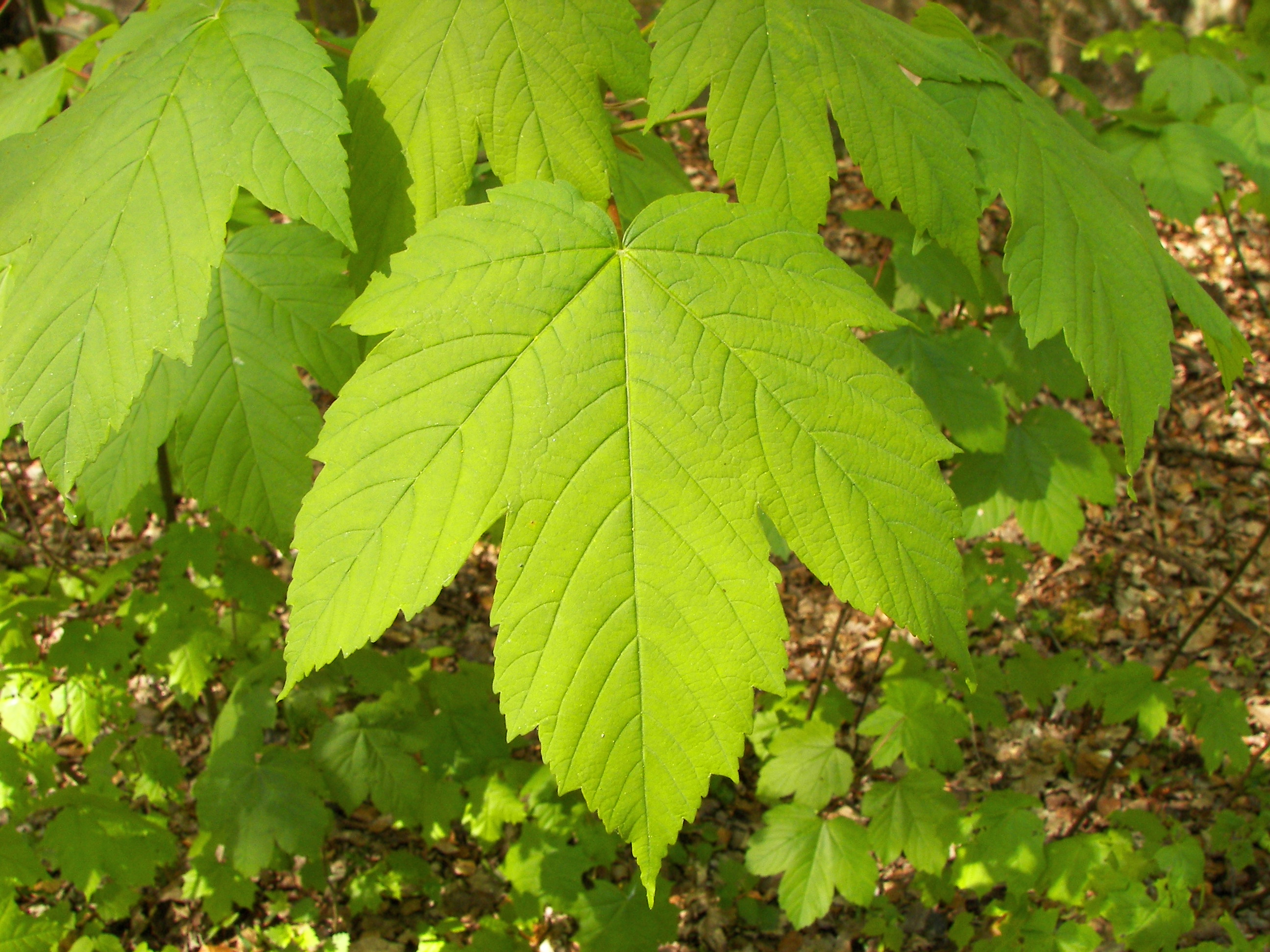
Acer

Acera, na classificação taxonômica de Jussieu (1789), é uma ordem botânica da classe Dicotyledones, Monoclinae (flores hermafroditas ), Polypetalae ( corola com duas ou mais pétalas) e estames hipogínicos (quando os estames estão inseridos abaixo do nível do ovário).
Apresenta os seguintes gêneros:
- Aesculus, Acer, Hippocratea, Thryallis.